# Roger Lumont
Roger Lumont (* 21. Februar 1934 in Les Lilas, Dritte Französische Republik) ist ein französischer Synchronsprecher und Schauspieler.

## Leben
Roger Lumont wurde 1934 in Les Lilas geboren. Er besuchte die Cours Simon. In den 1960er begann er als Synchronsprecher zu arbeiten. Da er zweisprachig ist, spielte er auch in englischsprachigen Filmen wie Woody Allens Die letzte Nacht des Boris Gruschenko und Terence Youngs Mayerling. Sein Schaffen umfasst rund 130 Produktionen, zuletzt trat er 2003 in Erscheinung.

## Filmografie
- 1963: Der Zug (The Train)
- 1964: Lucky Jo
- 1965: Les malabars sont au parfum
- 1965: Fantomas se déchaîne
- 1965: Paris brûle-t-il?
- 1965: Der Gendarm vom Broadway (Le Gendarme à New York)
- 1966: Wie klaut man eine Million? (How to steal a million)
- 1966: Die Nacht der Generale (The night of the generals)
- 1966: Scharfe Kurven für Madame (Le Grand Restaurant)
- 1966: Technique d’un meurtre (Tecnica di un omicidio)
- 1967: Sept fois femme (Woman times seven)
- 1966: Die Schatzinsel
- 1967: Mayerling
- 1967: Coplan sauve sa peau
- 1968: Sexyrella
- 1968: L’Auvergnat et l’Autobus
- 1968: Paris n’existe pas
- 1968: Catherine, il suffit d’un amour
- 1968: Le Grand Cérémonial
- 1969: Das Superhirn (Le Cerveau)
- 1969: Slogan
- 1968: La Grande Lessive (!)
- 1969: Désirella
- 1969: Le Portrait de Marianne
- 1969: L’Étalon
- 1969: Cran d’arrêt
- 1969: La Dame dans l’auto avec des lunettes et un fusil
- 1969: Der Mann mit der Torpedohaut (La Peau de Torpedo)
- 1969: Solo
- 1969: Oh, diese Frauen (Les Femmes)
- 1969: Le Clan des Siciliens
- 1969: Tout peut arriver
- 1970: Dernier Domicile connu
- 1970: Tropique du Cancer (Tropic of Cancer)
- 1970: La Débauche
- 1970: On est toujours trop bon avec les femmes
- 1970: Le Sauveur
- 1970: Time for loving
- 1970: Le Cri du cormoran le soir au-dessus des jonques
- 1970: Der Zerstreute (Le Distrait)
- 1970: Le Mur de l’Atlantique
- 1971: Vor Einbruch der Nacht (Juste avant la nuit)
- 1970: Ein Bulle sieht rot (Un condé)
- 1971: L’Albatros
- 1971: Mais qui donc m’a fait ce bébé?
- 1971: Chronique d’un couple
- 1971: Le Casse
- 1971: Le Viager
- 1971: Pouce
- 1971: La Part des lions
- 1971: Le drapeau noir flotte sur la marmite
- 1971: La Michetonneuse
- 1971: Le Saut de l’ange
- 1972: Tout le monde il est beau, tout le monde il est gentil
- 1972: Moi y’en a vouloir des sous
- 1972: Na!
- 1973: Der Schakal (The day of the jackal)
- 1972: Le Franc-tireur
- 1973: La Gueule de l’emploi
- 1973: Die schwarze Windmühle (The black windmill)
- 1973: Une baleine qui avait mal aux dents
- 1973: Je sais rien, mais je dirai tout
- 1973: L’Ombre d’une chance
- 1974: Le Seuil du vide
- 1974: Borsalino and Co
- 1974: Die letzte Nacht des Boris Gruschenko (Love and Death)
- 1975: Alfie, der liebestolle Schürzenjäger (Alfie Darling)
- 1975: Les Grands Moyens
- 1975: La Poubelle
- 1979: Bobo la tête
- 1979: The Hostage Tower
- 1981: Litan: La Cité des spectres verts
- 1982: Rock and Torah/Le Préféré
- 1983: Le Voleur de feuilles
- 1984: L’expert
- 1986: Je hais les acteurs
- 2002: Blanche
- 1964: Les Cinq Dernières Minutes: Quand le vin est tiré…
- 1965: Belphégor oder das Geheimnis des Louvre (Belphégor ou le Fantôme du Louvre)
- 1970: Rendez-vous à Badenberg
- 1974: Nouvelles de Henry James
- 1975: Die großen Detektive (Les Grands Détectives, Fernsehserie)
- 1993: Nestor Burma
- 1996: Highlander (Fernsehserie, 1 Folge)